# جینی اسبر

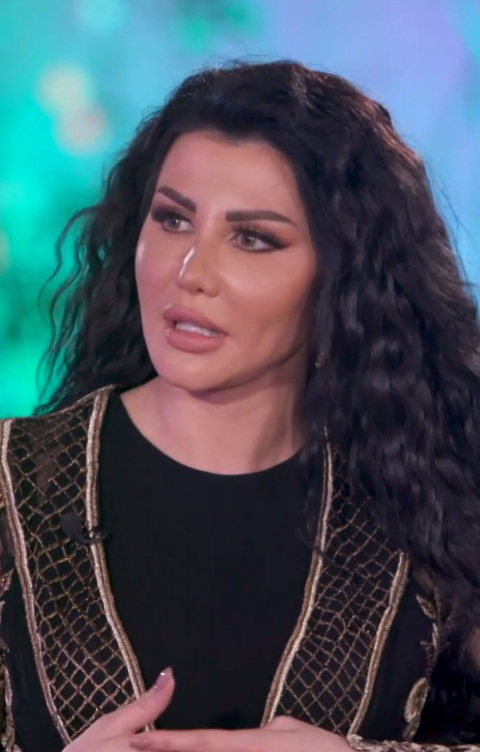

جینی اسبر (زاده ۲۰ اوت ۱۹۷۹)، بازیگر و مدل ارمنی‌تبار سوریه است. 
وث از ارمنی و مادری اوکراینی در دونتسک در شرق اوکراین به دنیا آمد. جینی ابتدا به عنوان مدل کار کرد و در سال ۲۰۰۱ با فیلم کوتاهی با عنوان رقص با خورشید به کارگردانی نیدال دوهجی به عنوان بازیگر شناخته شد. پس از آن تبلیغات زیادی برای برخی از محصولات تلویزیونی داشت. اسپر یکی از پرکارترین بازیگران زن عرب است و در ده‌ها فیلم و سریال ایفای نقش کرده است.

## آثار

### در سینما
- مهمان عصر (2003)

- تصادف جاده ای (2007)

- سایه های زنان فراموش شده (2009)

- پس از نیمه شب (2009) در نقش "اسپر"

- الخوافی و القوادیم در حمایت از اسلام (2009) با بازی اسماء بنت عمیس